# El Garrobillo
El Garrobillo es una pedanía del municipio de Lorca, en la Región de Murcia en el límite con el término municipal de Águilas y dentro del parque regional de Cabo Cope y Puntas de Calnegre. Es junto con la pedanía de Ramonete, una de las pedanías costeras de Lorca.